# Swertia acaulis
Swertia acaulis är en gentianaväxtart som beskrevs av H. Smith. Swertia acaulis ingår i släktet Swertia och familjen gentianaväxter. Inga underarter finns listade i Catalogue of Life.